# Ripipteryx cruciata
Ripipteryx cruciata är en insektsart som beskrevs av Bruner, L. 1916. Ripipteryx cruciata ingår i släktet Ripipteryx och familjen Ripipterygidae. Inga underarter finns listade i Catalogue of Life.